# Iryna Popova
Iryna Popova (en ucraniano: Ірина Попова; Hórlivka, 27 de mayo de 1991) es una deportista ucraniana que compite en ciclismo de montaña en la disciplina de campo a través.
Ganó dos medallas en el Campeonato Mundial de Ciclismo por Eliminación, en los años 2018 y 2021, y tres medallas en el Campeonato Europeo de Ciclismo de Montaña entre los años 2016 y 2021.

## Medallero internacional
| Campeonato Mundial | Campeonato Mundial | Campeonato Mundial | Campeonato Mundial |
| Año                | Lugar              | Medalla            | Competición        |
| ------------------ | ------------------ | ------------------ | ------------------ |
| 2018               | Chengdu (China)    | Medalla de plata   | Eliminación        |
| 2021               | Graz (Austria)     | Medalla de bronce  | Eliminación        |
| Campeonato Europeo |                    |                    |                    |
| Año                | Lugar              | Medalla            | Competición        |
| 2016               | Huskvarna (Suecia) | Medalla de oro     | Eliminación        |
| 2018               | Graz (Austria)     | Medalla de oro     | Eliminación        |
| 2021               | Novi Sad (Serbia)  | Medalla de bronce  | Eliminación        |